# Partit de la Justícia

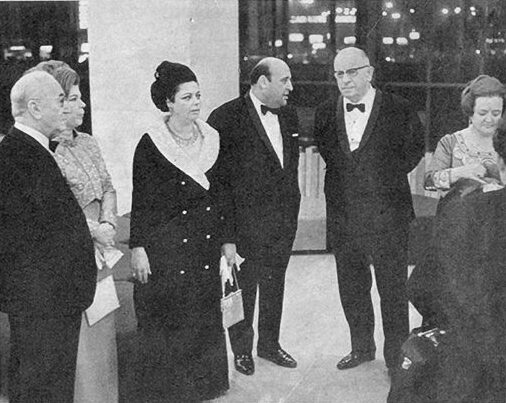
Süleyman Demirel (al centre, a l'esquerra), líder del partit

El Partit de la Justícia (turc Adalet Partisi) fou un partit polític de Turquia fundat el 1961. Successor del Partit Demòcrata, l'AP va estar dominat per Süleyman Demirel, que va ser sis vegades ministre, i ho era en funcions en el moment del cop militar del 12 de setembre de 1980. Juntament amb els altres partits polítics a Turquia, el Partit de la Justícia va ser suprimit en el període immediatament posterior al cop d'estat. Posteriorment es va restablir el Partit de la Recta Via, amb el conegut emblema del cavall al galop, el 1983.
El Partit de la Justícia era un partit de dreta moderada. Defensava els principis kemalistes i la democràcia i el sistema econòmic occidentals. Recolza fermament la pertinença a l'OTAN i les relacions estretes amb la dels Estats Units.
Fou fundat el 1961 pel general retirat Ragıp Gümüşpala i aviat es va imposar electoralment a les diverses eleccions, on el seu principal rival era el Partit Republicà del Poble d'İsmet İnönü. Des del 1964 el líder del partit fou Süleyman Demirel, i va guanyar les eleccions de 1965 i 1969 gràcies al suport dels pagesos i els petits empresaris d'Anatòlia. A començaments de 1970 va començar a perdre pes específic a causa de la crisi econòmica i l'ascens dels partits religiosos i ultradretans. Tot i que no va guanyar les eleccions de 1973 i 1977, Demirel va aconseguir formar govern. Després del cop d'estat de 1980 a Turquia fou tancat i el seu lloc el va ocupar des de 1983 el Partit de la Recta Via.

## Resultats electorals
| Elecció | Vots      | Percentatge | Escons  |
| ------- | --------- | ----------- | ------- |
| 1961    | 3.527.435 | 34.80       | 158/450 |
| 1965    | 4.921.235 | 52.87       | 240/450 |
| 1969    | 4.229.712 | 46.55       | 256/450 |
| 1973    | 3.197.897 | 29.82       | 149/450 |
| 1977    | 5.468.202 | 36.89       | 189/450 |